# Шпора в геральдике
Шпора  (лат. calcares) —  искусственная негеральдическая гербовая фигура.
В Европейской геральдике считается частью доспеха рыцаря, а для некоторых итальянских геральдистов является даже более важным атрибутом, чем шлем.

## История
С возникновением рыцарства, только рыцарям и их оруженосцам дозволялось носить шпоры: рыцарям — золотые, оруженосцам — серебряные (в действительности, из посеребренного металла). В конце своего обучения оруженосец, становясь в своё время рыцарем, получал золотые шпоры на особой церемонии. В английском и французском языках, в связи с этим, навсегда остались выражения: "To win one's spurs, gagner ses eperons", смысл которых сводится к окончанию ученичества, получения звания, степени (переводится и как "достижение своей цели").
Значимость сословного достоинства и независимости, связанного с правом ношения шпор, была такова, что все вассалы, принося оммаж своему сеньору, должны были при встрече с ним снимать шпоры.

## Блазонированиешпоры
Полностью снаряженные шпоры в гербах встречаются очень редко, но отдельное шпорное колёсико, напротив, появляется гораздо чаще, хотя в блазировании его часто путают с шестиконечной звездой, от которой она отличается отверстием в центре (цвет отверстия такой же, что и поле щита). В описании указывается любой количество концов шпоры. В английской и шотландской геральдике, английские шпоры (mullet) используется в гербах третьего ребёнка и имеет пять концов. Во французской и итальянской геральдике, как правило шпорных концов — шесть. Цвета: золото, серебро, червлень, реже синий или (цвет) с чёрной вставкой. На геральдическом щите используются, как отдельно, так и с другими геральдическими фигурами. Количество шпор в гербе геральдикой не определено. В русской геральдике данный вид единичен.